# پسوئلو

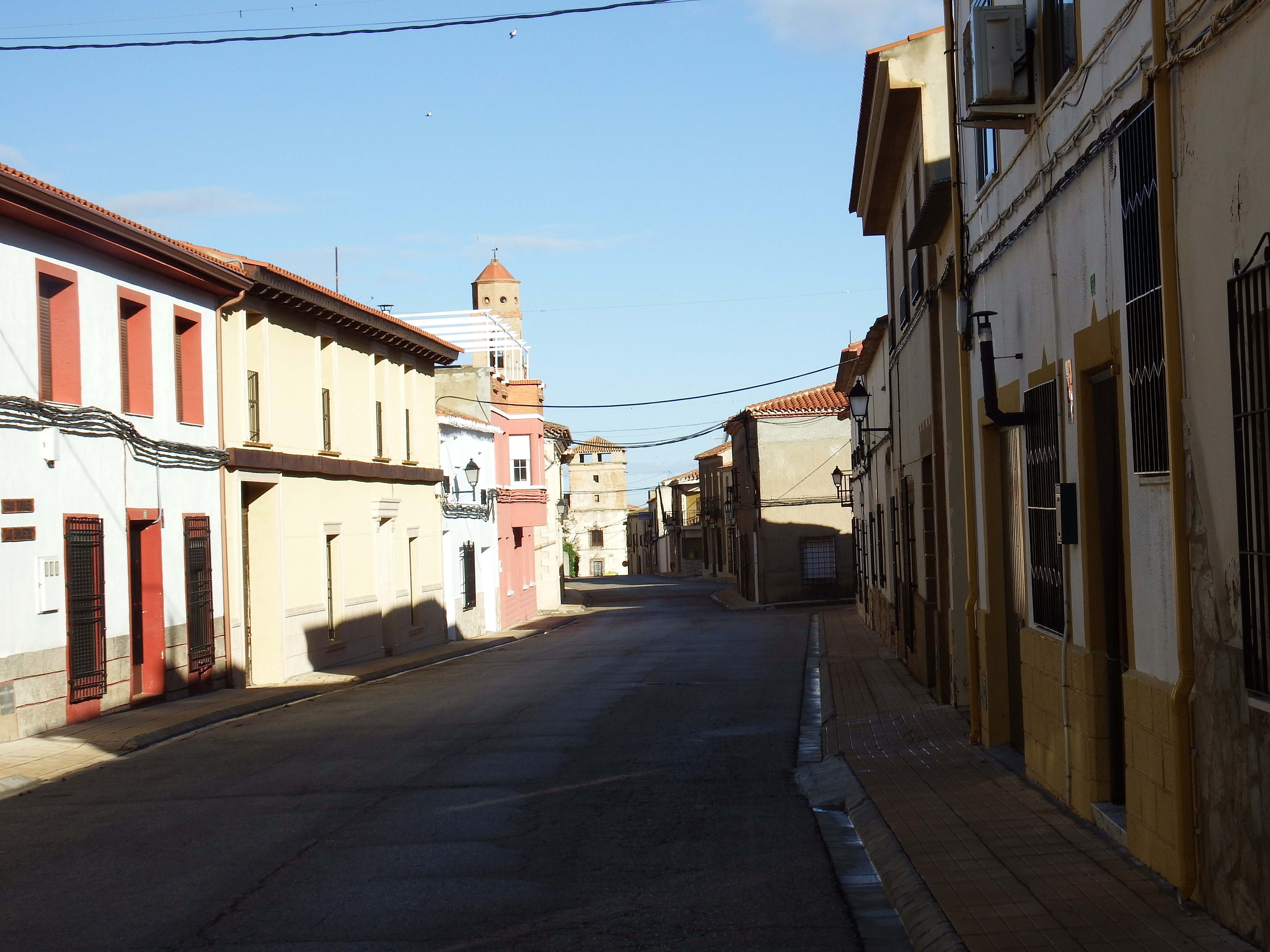
نمایی از دهستان پُسوئلو در استان آلباستهٔ اسپانیا - ۲۰۲۱

پُسوئلو دهستانی در استان آلباستهٔ اسپانیا است.
در این دهستان ۶۷۱ نفر زندگی می‌کنند. مساحت این دهستان ۱۳۳٫۵۲ کیلومتر مربع است.